# Парсон, Майк
Майкл Л. Парсон (англ. Michael L. Parson; род. 17 сентября 1955, Уитлэнд, Миссури) — американский политик, представляющий Республиканскую партию. Вице-губернатор Миссури (2017—2018), губернатор (2018—2025).

## Биография
Уроженец Миссури, фермер в третьем поколении, активный участник борьбы за проведение поправки 2014 года в Конституцию Миссури, позволяющей фермерам не менять применяемые ими технологии в соответствии с требованиями защитников прав животных. Служил в военной полиции США в Германии и на Гавайях.
С 1993 года занимал выборные должности, в том числе 12 лет являлся шерифом округа Полк и 11 лет — депутатом палаты представителей Миссури и сенатором Миссури. В 2016 году избран вице-губернатором Миссури вместе с губернатором Эриком Гритенсом, который 29 мая 2018 года объявил об отставке под грузом множества обвинений, и 1 июня 2018 года Парсон автоматически занял его место.
В 2020 году был избран губернатором, в кампании 2024 года не участвовал ввиду ограничения на количество сроков пребывания в должности губернатора Миссури. В этой связи против Парсона выдвигались обвинения в использовании административного ресурса, поскольку в предварительных выборах республиканцев в 2024 году приняли участие три его выдвиженца — вице-губернатор Майк Кехоу, генеральный прокурор штата Эндрю Бейли и казначей штата Вивек Малек.